# Earias designata
Earias designata är en fjärilsart som beskrevs av Clayton Dissinger Mell 1943. Earias designata ingår i släktet Earias och familjen trågspinnare. Inga underarter finns listade i Catalogue of Life.